# Liste der deutschen Finanzminister
Finanzminister sind unter anderem für die Erstellung und Beaufsichtigung des Haushaltsplanes zuständig. Sofern kein Schatzministerium vorhanden war, verwalteten sie außerdem noch das Vermögen des Reiches bzw. des Bundes. In Deutschland ist das Bundesschatzministerium im Jahr 1969 aufgelöst worden und im Bundesministerium der Finanzen aufgegangen.
Die Provisorische Zentralgewalt war 1848/1849 als Exekutive des entstehenden Deutschen Reiches der Revolutionszeit die erste Reichsregierung. Im Norddeutschen Bund gab es außer dem Bundeskanzleramt und dem Auswärtigen Amt keine weiteren obersten Bundesbehörden. Im Kaiserreich wurde das Reichsschatzamt 1880 eingerichtet. Es ist am ehesten mit dem heutigen Finanzministerium zu vergleichen. Seit dem Jahr 1919 tragen die obersten Behördenleiter Rang und Titel eines Ministers.
DDR-Finanzministerin Uta Nickel war die bisher einzige Frau in diesem Amt.

## Reichsminister der Finanzen in der Provisorischen Zentralgewalt (1848/1849)

Reichsadler der Zentralgewalt

| Name                  | Amtszeit (Beginn) | Amtszeit (Ende)   |
| --------------------- | ----------------- | ----------------- |
| Hermann von Beckerath | 5. August 1848    | 4. Mai 1849       |
| Ernst Merck           | 16. Mai 1849      | 20. Dezember 1849 |

## Staatssekretäre des Reichsschatzamtes des Deutschen Kaiserreiches (1880–1918)

Wappen des Deutschen Kaiserreiches

| Name                                   | Amtsbeginn | Amtsende | Partei                  |
| -------------------------------------- | ---------- | -------- | ----------------------- |
| Adolf von Scholz                       | 1880       | 1882     | parteilos               |
| Franz Emil Emanuel von Burchard        | 1882       | 1886     | parteilos               |
| Karl von Jacobi                        | 1886       | 1888     | parteilos               |
| Helmuth Freiherr von Maltzahn          | 1888       | 1893     | parteilos               |
| Arthur Graf von Posadowsky-Wehner      | 1893       | 1897     | Freikonservative Partei |
| Max Franz Guido Freiherr von Thielmann | 1897       | 1903     | parteilos               |
| Hermann Freiherr von Stengel           | 1903       | 1908     | parteilos               |
| Reinhold Sydow                         | 1908       | 1909     | parteilos               |
| Adolf Wermuth                          | 1909       | 1912     | parteilos               |
| Hermann Kühn                           | 1912       | 1915     | parteilos               |
| Karl Helfferich 1)                     | 1915       | 1916     | parteilos               |
| Siegfried Graf von Roedern             | 1916       | 1918     | parteilos               |

## Reichsminister des Deutschen Reichs (1919–1945)

Wappen der Weimarer Republik (1919–1933)

Wappen Deutschlands während des Nationalsozialismus (1933–1945)

| Name                                    | Amtsbeginn        | Amtsende          | Partei                   |
| --------------------------------------- | ----------------- | ----------------- | ------------------------ |
| Eugen Schiffer                          | 13. Februar 1919  | 19. April 1919    | DDP                      |
| Bernhard Dernburg                       | 19. April 1919    | 20. Juni 1919     | DDP                      |
| Matthias Erzberger                      | 21. Juni 1919     | 12. März 1920     | Zentrum                  |
| Joseph Wirth                            | 27. März 1920     | 22. Oktober 1921  | Zentrum                  |
| Andreas Hermes                          | 26. Oktober 1921  | 13. August 1923   | Zentrum                  |
| Rudolf Hilferding                       | 13. August 1923   | 1. Oktober 1923   | SPD                      |
| Hans Luther                             | 6. Oktober 1923   | 15. Dezember 1924 | parteilos                |
| Otto von Schlieben                      | 19. Januar 1925   | 26. Oktober 1925  | DNVP                     |
| Hans Luther                             | 26. Oktober 1925  | 20. Januar 1926   | parteilos                |
| Peter Reinhold                          | 20. Januar 1926   | 29. Januar 1927   | DDP                      |
| Heinrich Köhler                         | 29. Januar 1927   | 29. Juni 1928     | Zentrum                  |
| Rudolf Hilferding                       | 29. Juni 1928     | 21. Dezember 1929 | SPD                      |
| Paul Moldenhauer                        | 23. Dezember 1929 | 20. Juni 1930     | DVP                      |
| Heinrich Brüning                        | 20. Juni 1930     | 26. Juni 1930     | Zentrum                  |
| Hermann Dietrich                        | 26. Juni 1930     | 1. Juni 1932      | DDP                      |
| Johann Ludwig Graf Schwerin von Krosigk | 2. Juni 1932      | 23. Mai 1945      | parteilos ab 1937: NSDAP |

## Minister der Finanzen der DDR (1949–1990)

Wappen der DDR

| Name             | Amtsbeginn        | Amtsende          | Partei |
| ---------------- | ----------------- | ----------------- | ------ |
| Hans Loch        | 11. Oktober 1949  | 26. November 1955 | LDPD   |
| Willy Rumpf      | 26. November 1955 | 12. Dezember 1966 | SED    |
| Siegfried Böhm   | 12. Dezember 1966 | 5. Mai 1980       | SED    |
| Werner Schmieder | 5. Mai 1980       | 26. Juni 1981     | SED    |
| Ernst Höfner     | 26. Juni 1981     | 7. November 1989  | SED    |
| Uta Nickel       | 18. November 1989 | 12. April 1990    | SED    |
| Walter Romberg   | 12. April 1990    | 16. August 1990   | SPD    |
| Werner Skowron   | 16. August 1990   | 2. Oktober 1990   | CDU    |

## Bundesminister der Finanzen der Bundesrepublik Deutschland (seit 1949)

Wappen der Bundesrepublik

| Nr. | Name                           | Lebensdaten | Partei    | Amtszeit (Beginn)  | Amtszeit (Ende)   |
| --- | ------------------------------ | ----------- | --------- | ------------------ | ----------------- |
| 01  | Fritz Schäffer                 | 1888–1967   | CSU       | 20. September 1949 | 29. Oktober 1957  |
| 02  | Franz Etzel                    | 1902–1970   | CDU       | 29. Oktober 1957   | 14. November 1961 |
| 03  | Heinz Starke                   | 1911–2001   | FDP       | 14. November 1961  | 19. November 1962 |
| 04  | Rolf Dahlgrün                  | 1908–1969   | FDP       | 13. Dezember 1962  | 28. Oktober 1966  |
| 05  | Kurt Schmücker                 | 1919–1996   | CDU       | 28. Oktober 1966   | 30. November 1966 |
| 06  | Franz Josef Strauß             | 1915–1988   | CSU       | 2. Dezember 1966   | 20. Oktober 1969  |
| 07  | Alex Möller                    | 1903–1985   | SPD       | 22. Oktober 1969   | 13. Mai 1971      |
| 08  | Karl Schiller                  | 1911–1994   | SPD       | 13. Mai 1971       | 7. Juni 1972      |
| 09  | Helmut Schmidt                 | 1918–2015   | SPD       | 7. Juni 1972       | 16. Mai 1974      |
| 10  | Hans Apel                      | 1932–2011   | SPD       | 16. Mai 1974       | 15. Februar 1978  |
| 11  | Hans Matthöfer                 | 1925–2009   | SPD       | 16. Februar 1978   | 28. April 1982    |
| 12  | Manfred Lahnstein              | * 1937      | SPD       | 28. April 1982     | 1. Oktober 1982   |
| 13  | Gerhard Stoltenberg            | 1928–2001   | CDU       | 4. Oktober 1982    | 21. April 1989    |
| 14  | Theo Waigel                    | * 1939      | CSU       | 21. April 1989     | 27. Oktober 1998  |
| 15  | Oskar Lafontaine               | * 1943      | SPD       | 27. Oktober 1998   | 18. März 1999     |
| —   | Werner Müller (kommissarisch)  | 1946–2019   | parteilos | 18. März 1999      | 12. April 1999    |
| 16  | Hans Eichel                    | * 1941      | SPD       | 12. April 1999     | 22. November 2005 |
| 17  | Peer Steinbrück                | * 1947      | SPD       | 22. November 2005  | 28. Oktober 2009  |
| 18  | Wolfgang Schäuble              | 1942–2023   | CDU       | 28. Oktober 2009   | 24. Oktober 2017  |
| —   | Peter Altmaier (kommissarisch) | * 1958      | CDU       | 24. Oktober 2017   | 14. März 2018     |
| 19  | Olaf Scholz                    | * 1958      | SPD       | 14. März 2018      | 8. Dezember 2021  |
| 20  | Christian Lindner              | * 1979      | FDP       | 8. Dezember 2021   | 7. November 2024  |
| 21  | Jörg Kukies                    | * 1968      | SPD       | 7. November 2024   | 6. Mai 2025       |
| 22  | Lars Klingbeil                 | * 1978      | SPD       | 6. Mai 2025        | amtierend         |